# Nodocion
Nodocion is een geslacht van spinnen uit de familie bodemjachtspinnen (Gnaphosidae).

## Soorten
De volgende soorten zijn bij het geslacht ingedeeld:
- Nodocion eclecticus Chamberlin, 1924
- Nodocion floridanus (Banks, 1896)
- Nodocion mateonus Chamberlin, 1922
- Nodocion rufithoracicus Worley, 1928
- Nodocion solanensis Tikader & Gajbe, 1977
- Nodocion tikaderi (Gajbe, 1993)
- Nodocion utus (Chamberlin, 1936)
- Nodocion voluntarius (Chamberlin, 1919)